# Генрих Фредерик Стюарт, принц Уэльский
Генрих Фредерик Стюарт (англ. Henry Frederick Stuart; 19 февраля 1594 или 19 февраля 1593, Замок Стерлинг — 6 ноября 1612, Лондон), принц Уэльский (с 1610 года), герцог Ротсей (с 1594 года) — старший сын короля Англии и Шотландии Якова I (VI) и королевы Анны Датской.

## Биография
Рождение принца Генриха 19 февраля 1594 года с энтузиазмом было воспринято роялистами Шотландии, поскольку до этого момента король Яков VI являлся последним представителем королевского дома Стюартов и его смерть привела бы к гражданской войне между различными шотландскими аристократическими семьями, претендующими на престол. При рождении Генрих получил титулы герцога Ротсея и графа Каррика, традиционные для наследников шотландской короны. После вступления Якова VI на престол Англии в 1603 году, Генрих был возведен в достоинство герцога Корнуоллского и принца Уэльского, впервые в истории соединив английские и шотландские титулы наследников престола.
Молодой принц Генрих отличался энергией и открытостью, что контрастировало с осторожным и замкнутым характером его младшего брата Карла. На него возлагались большие надежды, шли переговоры о его свадьбе с дочерью тосканского герцога Екатериной Медичи, однако свадьба была отменена, так как Генрих был протестантом. 6 ноября 1612 года в возрасте восемнадцати лет Генрих Стюарт скончался от тифа. Наследником английского и шотландского престолов (а с 1625 года королём) стал младший брат Карл.
Генрих Стюарт погребен в Вестминстерском аббатстве.
Придворным художником принца Генриха был Исаак Оливер, оставивший десятки портретов своего покровителя.